# Let the Bad Times Roll
Let the Bad Times Roll es el décimo álbum de estudio de la banda estadounidense de punk rock, The Offspring, publicado el 16 de abril de 2021. Es producido por Bob Rock, es el primer lanzamiento de la banda en Concord Records y su primer álbum de estudio en casi una década desde Days Go By (2012), marcando la brecha más larga entre dos álbumes de estudios de Offspring. Let the Bad Times Roll también marca el debut de Offspring con Todd Morse, quien reemplazó por motivos de expulsión al bajista original Greg K en 2019. Este fue el último álbum para el baterista Pete Parada quien fue expulsado de la banda en agosto del 2021.
Los horarios de gira de la banda, los cambios de formación, los problemas legales y la búsqueda de un nuevo sello después de su separación con Columbia Records, que lanzó los seis álbumes anteriores de Offspring, contribuyeron a un retraso de años detrás de Let the Bad Times Roll. La banda comenzó a grabar nuevo material para el álbum con Rock ya en el verano de 2013, y después de volver a grabarlo en varios estudios y en varios períodos entre 2014 y 2019, se completó en 2020 y estaba listo para su lanzamiento más tarde. año. Sin embargo, debido a la pandemia de COVID-19, el lanzamiento del álbum se retrasó una vez más hasta 2021.

## Antecedentes, producción y retrasos
Los planes para un décimo álbum de estudio se mencionaron por primera vez unos seis meses después del lanzamiento de Days Go By por el guitarrista de Offspring, Noodles, quien declaró que "se sentarían y echarían un vistazo a un nuevo disco" después de la finalización de la gira de Days Go By. Noodles tenía la esperanza de que la banda entrara al estudio en 2014 para comenzar a grabar su álbum. El vocalista Dexter Holland declaró en una entrevista de mayo de 2013 que había escrito una canción "punk" sobre "el gobierno que te está reprimiendo".
The Offspring entró al estudio en agosto de 2013 para comenzar a rastrear material nuevo, con el productor Bob Rock a la cabeza. En los siguientes años, el progreso del álbum se ralentizó por los agotadores horarios de las giras y el final de su contrato con Columbia Records, el sello en el que The Offspring había estado desde 1996. La banda lanzó su primera canción en más de dos años, "Coming for You", el 30 de enero de 2015; en el momento de su lanzamiento, no estaba claro si "Coming for You" se lanzaría como un sencillo único o aparecería en el próximo décimo álbum de estudio de la banda, pero un tuit del líder Dexter Holland insinuaba en gran medida que estaba en un inacabado. Noodles había declarado, sin embargo, que "Coming for You" aparecería en el álbum.
En septiembre de 2015, la banda todavía estaban en el estudio y habían terminado 2-3 pistas. Un mes después, Noodles publicó una foto de él mismo, Holland, Parada y Bob Rock en el estudio en su página de Instagram, que indicaba que estaban grabando su décimo álbum de estudio. En una entrevista de noviembre de 2015, Noodles dijo que esperaba que el álbum fuera lanzado en 2016. Sin embargo, en una entrevista de agosto de 2016 con EMP LIVE TV, Noodles dijo que habían terminado cinco o seis canciones y que lanzarían una o dos canciones pronto. En la misma entrevista, Noodles esperaba que el álbum estuviera terminado a finales de 2016. En una entrevista de octubre de 2016 con Alaska Dispatch News, Noodles declaró que la banda estaba "planeando entrar al estudio pronto" para grabar el álbum, planeado para lanzamiento en 2017.  El 3 de enero de 2017, Noodles publicó una foto de la banda (excepto Greg K) en el estudio en su página de Twitter, "Aquí hay una selfie desinteresada que acabo de tomar. ¡Trabajando!", lo que implica que la banda había terminado o todavía estaba grabando el álbum. En una entrevista de mayo de 2017, Holland declaró: "De hecho, planeo pasar mucho más tiempo en el estudio. No lo dejamos en espera, pero hemos estado menos activos en el lado de la grabación durante los últimos años, así que Me gustaría sacar otro disco. La banda es la número uno para mí y lo que más me apasiona".
El 23 de febrero de 2019, Noodles confirmó en su cuenta de Instagram que el nuevo álbum de Offspring estaba terminado, escribiendo "El álbum está terminado. Trabajando para llevarlo a los fans ahora. ¡Estén atentos!" Un mes después, Dexter Holland confirmó que el álbum estaba "98% terminado" y mencionó un lanzamiento tentativo de otoño de 2019. Noodles reiteró que el álbum estaba listo para su lanzamiento en 2020 y que estaban en el proceso de buscar un nuevo sello discográfico para lanzarlo. El 21 de abril de 2020, la banda lanzó una versión de rock de la canción country de Joe Exotic "Here Kitty Kitty" popularizada por el documental de Netflix 2020 Tiger King. Fue grabado mientras la banda estaba en cuarentena durante la pandemia de COVID-19. En una entrevista de junio de 2020 con Download TV, Holland confirmó que el nuevo álbum estaba "básicamente terminado", pero agregó que su lanzamiento estaba "en suspenso en este momento" debido a la pandemia de coronavirus.
El 8 de febrero de 2021, Dexter y Noodles publicaron un video confirmando que el álbum estaba terminado con una fecha de lanzamiento oficial y el anuncio del sencillo próximamente.

## Lista de canciones
| N.º | Título                                            | Duración |  |
| 1.  | «This Is Not Utopia»                              | 2:38     |  |
| 2.  | «Let the Bad Times Roll»                          | 3:18     |  |
| 3.  | «Behind Your Walls»                               | 3:21     |  |
| 4.  | «Army of One»                                     | 3:11     |  |
| 5.  | «Breaking These Bones»                            | 2:46     |  |
| 6.  | «Coming for You»                                  | 3:48     |  |
| 7.  | «We Never Have Sex Anymore»                       | 3:30     |  |
| 8.  | «In the Hall of the Mountain King» (Instrumental) | 1:00     |  |
| 9.  | «The Opioid Diaries»                              | 3:01     |  |
| 10. | «Hassan Chop»                                     | 2:20     |  |
| 11. | «Gone Away» (Version piano)                       | 3:16     |  |
| 12. | «Lullaby»                                         | 1:12     |  |

## Personal

### The Offspring
- Dexter Holland – Voz principal, Guitarra Rítmica, Bajo, piano en "We Never Have Sex Anymore"
- Noodles – Guitarra Líder, Coros.
- Pete Parada – Batería (todas excepto 2, 7, 11 y 12)

### Personal adicional
- Josh Freese – Batería (2 y 7)
- Jason "Blackball" McLean – Voces adicionales en "Let the Bad Times Roll" (Sin acreditar)
- Ricardo "Tiki" Pasillas – Percusión (2 y 7)
- Phil Jordan – Trompeta en "We Never Have Sex Anymore"
- Jason Powell – Clarinete y Saxofón en "We Never Have Sex Anymore"
- Eric Marbauch – Trombone en "We Never Have Sex Anymore"
- Alan Chang – piano en "Gone Away"

### Producción[22]
- Bob Rock – Productor, mezcla, ingeniero[23]
- Brendan O'Brien - Productor de pistas de batería en "We Never Have Sex Anymore" en Henson Studios, Los Angeles, CA
- Adam Greenholtz - Mezcla.
- John Dibiase - Ingeniero.
- Eric Helmkamp – Asistente de ingeniero (2, 6, 7)
- Nick DiDia - Asistente de ingeniero en "We Never Have Sex Anymore More" en Henson Studios, Los Angeles, CA.
- Emily Lazar - Masterizado en The Lodge, NY.
- Chris Allgood - Masterizado en The Lodge, NY.
- Dave Pierce – Diseñador de Sonido on "Gone Away".

### Diseñador de arte para el álbum
- Daveed Benito